# Allisina
L'allisina è un amminoacido non standard derivato della lisina. Possiede formula bruta C6H11NO3, peso molecolare 145,16 Da e numero CAS 1962-83-0.
Viene utilizzato nella biosintesi di elastina e collagene, forma legami crociati che stabilizzano la struttura del collagene.
È prodotto tramite l'enzima lisil ossidasi nella matrice extracellulare ed è essenziale nella formazione dei legami cross-link che stabilizzano il collagene e l'elastina.